# Behindertenskisport bei den Olympischen Spielen
Behindertenskisport fand neben den Paralympischen Winterspielen, die 1976 erstmals durchgeführt wurden, bei den Olympischen Winterspielen zweimal 1984 und 1988 als Demonstrations- bzw. Vorführwettbewerb statt. Danach fanden die Paralympischen Spiele am selben Ort wie die Olympischen Spiele statt und es wurde entschieden, dass es als Demonstrationsveranstaltung überflüssig war. 

## Winterspiele 1984
Es wurden insgesamt vier Wettbewerbe für Männer (Riesenslalom für Einbeinamputierte, Oberschenkelamputierte, Einarmamputierte und Doppelarmamputierte) als Demonstration veranstaltet. Diese vier Veranstaltungen waren eine Ergänzung zu den Winter-Paralympics 1984 in Innsbruck, die im Vormonat stattfanden. Gefahren wurde im Jahorina Alpine Resort, der gleichen Strecke, die auch für die Riesenslalomwettbewerbe der Frauen genutzt wurde.

## Winterspiele 1988
Es kamen insgesamt vier Wettbewerbe zur Vorführung, jeweils der Riesenslalom für Oberschenkelamputierte und ein 5-km-Langlauf für Blinde bei den Männern und Frauen. Die alpinen Wettbewerbe wurden im Canada Olympic Park und die nordischen im Canmore Nordic Centre.